# Ayapango
Ayapango és un municipi de l'estat de Mèxic. Ayapango és el cap de municipi i principal centre de població d'aquesta municipalitat. Aquest municipi és a la part nord-occidental de l'estat de Mèxic. Limita al nord amb els municipis de Tlalmanalco i Juchitepec, al sud amb Ozumba, a l'oest amb Amecameca i a l'est amb Temamatla.